# 谢河
48°45′08″N 04°38′47″E / 48.75222°N 4.64639°E
谢河（法语：Chée）是法國的河流，位於默茲省和馬恩省，屬於索河的右支流，河道全長64.7公里，流域面積400平方公里，河口處在佩爾圖瓦地區維特里，平均流量每秒4立方米。

## 外部連結
- http://www.geoportail.fr（页面存档备份，存于）
- The Chée at the Sandre database